# Imma Marín Santiago
Imma Marín Santiago (Barcelona, 6 de gener de 1957) és una emprenedora, fundadora i directora de l’empresa MARINVA, on el joc té un paper destacat, és experta en jocs, joguines, metodologies lúdiques, infància, noves tecnologies i educació en el lleure.

## Biografia
Els infants juguen poc, perquè tenim una mentalitat adulta que, amb la millor de les intencions, ens sembla que tot el que fan els nens i nenes ha de ser útil, perquè aprenguin, perquè sapiguen moltes coses, perquè es desenvolupin amb molts recursos, i ens oblidem que el principal recurs que té un infant és el joc, i que és el seu llenguatge i la seva manera d'aprendre i que en aquest joc lliure els hi volem donar aprenentatges prefabricats quan de forma natural i innata els nens els aprenen. Els hem de donar aquestes oportunitats de joc, de joc lliure, i a l'aire lliure.
Va estudiar Magisteri a la Universitat Autònoma de Barcelona. La seva relació amb el món de l'educació començà al barri de Bellvitge (l'Hospitalet de Llobregat), l'any 1974, concretament al Club Infantil i Juvenil de Bellvitge (actual Club d'Esplai Bellvitge), com a monitora i directora d'activitats infantils i juvenils, posant-hi en marxa la primera ludoteca, i una de les primeres de tota Catalunya. Allà hi treballà fins a l'any 1992.
El 1995 va fundar MARINVA, empresa especialitzada en el disseny i la realització de projectes i propostes de comunicació, dinamització, formació i oci. Ha dedicat la seva carrera professional a millorar la vida de les persones i de les organitzacions a través del joc, sobretot, com a facilitadora d'aprenentatges.
És presidenta de l'Associació Internacional pel Dret dels Infants a Jugar (IPA) a Espanya,  sòcia fundadora de l’Associació de Ludotecaris/àries i Ludoteques de Catalunya (ATZAR) i assessora pedagògica de la Fundación Crecer Jugando,.
Col·labora com a professora en diverses escoles  i institucions educatives. Ha escrit articles en obres col·lectives, llibres i revistes, així com recerques sobre jocs tradicionals i el joc als patis escolars.
A més, és membre de l’Observatori del Joc Infantil, del Consell Assessor de l’Hospital de Sant Joan de Déu i de la Junta Directiva de Kid’s Cluster.
El 2024 fundà l'Institut del Joc, institució per a la recerca, formació i divulgació del poder del joc: «Ens fa persones lliures i apassionades, però, sobretot, perquè ens fa persones capaces de llançar-nos a conquestes èpiques com la de transformar el món, sense esperar res més a canvi que el plaer d’intentar-ho.»

## Premis i reconeixements
Premi a la Mujer Emprendedora 2014, en la categoria d'Innovació, a la XVII edició dels Premios FIDEM.
Premi a l'amiga del Joc 2022, al 6è Festival del Joc del Pirineu (La Seu d'Urgell).
Reconeguda com a Dona Referent, pel col·lectiu Dones Referents a l'Hospitalet, el 2024.

## Obres
- ¿Jugamos?[15]

- Jugar: Crecer y aprender jugando en familia[16]
- Gamificación: el poder del juego en la gestión empresarial y la conexión con los Clientes[17]